# 萩原佐代子
萩原 佐代子（はぎわら さよこ、1962年〈昭和37年〉12月1日 - ）は、日本の女優。本名：野々宮佐代子。一時期、萩原 さよ子名義で活動していた。
東京都出身。日本大学鶴ヶ丘高等学校卒業、日本大学経済学部卒業。趣味・特技は平泳ぎでゆっくりひたすら泳ぐ、筆跡診断、大気現象学鑑定。

## 来歴
妹がいる。両親の離婚と母親の再婚を経験し、引っ込み思案になり、コンプレックスの塊だった日々という中学生時代のある日、東京・原宿でホリプロ傘下のモデル事務所にスカウトされ、高校時代からその事務所でモデルとして活動。
高校時代に家庭教師からカネボウレディサマーキャンペーンガール（夏目雅子、浅野ゆう子らを輩出）のオーディションのことを教えられて「優勝したら推薦者にも賞金が入るから」と出場を勧められ、合格してキャンペーンガールを務める。
テレビドラマ『俺んちものがたり!』で女優デビュー。
1980年に『ウルトラマン80』の星涼子 / ユリアン役として出演する。その後1983年に『科学戦隊ダイナマン』のヒロインである立花レイ / ダイナピンク役を好演。1985年に事務所を移籍後1986年には『超新星フラッシュマン』にて敵幹部であるレー・ネフェル役で熱演し人気を博し、同時に、ヌード写真集も発売した。
『フラッシュマン』出演後、アメリカに留学。芸能界を引退し、結婚。3児の母となるが、長い別居期間を経て、2004年、42歳で離婚。生命保険の外交員を務めていた。その後、『ダイナマン』にて南郷耕作 / ダイナイエロー役として共演していた時田優と再婚。後に離婚。2006年に芸能界復帰。芸能活動の傍ら、日本ブライダル連盟公認の結婚相談所のカウンセラーを務めている。
2016年から、朗読劇団「桃色旋風」の副座長として、毎月一回定期的に公演を行っていたが、2020年1月のVol.39をもって卒業。2017年9月時点でシングルマザーであると雑誌のインタビューで答えている。

## エピソード
元々特撮ヒーローは好きで、『仮面の忍者 赤影』を始めとして多くの作品を観てきて、昭和の特撮ドラマの主題歌はだいたい歌えるという。
『ウルトラマン80』からはプロデューサーが自分のグラビアを見て「元気な子」だと思ったことで、『ダイナマン』からはプロデューサーが前述のカネボウレディサマーキャンペーンガールオーディションの東京大会、全国大会を観覧に来て覚えていたことと、ウルトラマン80も観ていたことでそれぞれ声をかけられたという。ウルトラマン80出演前に「こんな役だけど出来る？」と言われた時に、できますと即答したが、本当は自信がなかったと本人が話していたことがある。そして『ウルトラマン80』『ダイナマン』『フラッシュマン』の監督であった東條昭平を非常に恐れていた。『ウルトラマン80』で厳しかった東條と『ダイナマン』で再会したとき、東條は萩原に親しげに「佐代子〜」と声をかけてきたが、「円谷プロダクションの監督がなぜ東映にいるのか？どうしょう、何が何だかわからないけど、怒られる!」とパニックになり、思わず後ずさりしてしまったと数々の取材で萩原は話している。しかし『ダイナマン』の際、東條に「バカ！」と言われた萩原は緊張のあまり思わず「私バカじゃありません！」と言い返してしまった。このことをきっかけに「初めて東條に言い返したピンク」としてスタッフらに可愛がられるようになり、後に東條からも「俺に言い返してきたのはお前が初めてだったよ」と言われたという。
本来、運動は苦手だったため、アクションシーンの撮影では苦労したと述べている。『ダイナマン』では、千葉真一のジャパンアクションクラブに入門し、トランポリンや体の回転の仕方を習い、撮影に臨んだが、サポートを務めた春田純一からは「箸より重いものを持ったことがあるのか」と窘められたという。『ダイナマン』第46話「愛を貫くサーベル」の撮影中に足を負傷し、撮影終了後、東京医科大学に搬送されたこともあった。
ネコを苦手としている。『ダイナマン』で演じた立花レイは動物と会話する研究を行っているという設定であったため小動物と共演する機会も多かったが、このことを考慮し、ネコだけは苦手だという設定が加えられた。
2006年の『ウルトラマンメビウス』放送中に実現はしなかったが「ユリアン / 星涼子役で客演したい」、「怪獣から逃げ惑う主婦の役でもいいので、またウルトラシリーズに出演したい」と語っていた。2010年10月に行われた『ウルトラマン80 30周年記念ファン感謝イベント』にて、同年12月公開の映画『ウルトラマンゼロ THE MOVIE 超決戦!ベリアル銀河帝国』に星涼子役ではなくユリアンの声優として出演が発表された。

## 出演・活動記録

### テレビドラマ
- 俺んちものがたり!（1980年 - 1981年、TBS） - 柿村眉子
- 警視庁殺人課 第21話「女子高生殺人事件・死の標的」（1981年8月31日、テレビ朝日）
- ウルトラマン80 第43話「ウルトラの星から飛んで来た女戦士」 - 第50話「あっ! キリンも象も氷になった!!」（1981年、TBS） - 星涼子
- 気になる天使たち（1981年、フジテレビ） - 原田悦子
- 消防官物語・風に立て（1981年 - 1982年、TBS） - 谷村佐代子
- おにいちゃん（1982年、TBS）
- 遠山の金さん（1982年、テレビ朝日） - お光
- スーパー戦隊シリーズ
  - 科学戦隊ダイナマン（1983年 - 1984年、テレビ朝日） - 立花レイ / ダイナピンク
  - 超新星フラッシュマン（1986年 - 1987年、テレビ朝日） - レー・ネフェル
  - 獣電戦隊キョウリュウジャー「ブレイブ43 たましいのつるぎ!うなれストレイザー」（2014年、テレビ朝日） - 丹波麗子
- 少女が大人になる時 その細き道（1984年、TBS）
- 特捜最前線 第375話「恐怖のプールサイド！」（1984年8月1日、テレビ朝日）
- 遺言状戦争（1985年）
- 金曜女のドラマスペシャル「女が階段を上る時」（1985年、フジテレビ）
- 月曜ワイド劇場「青い鳥は年上の女」（1986年、テレビ朝日）
- それいけ!電エース（2012年、キッズステーション） - 電A子
- 武蔵忍法伝 忍者烈風 第1 - 5シーズン（2015年 - 、TOKYO MX） - 白月護
- 妖ばなし（TOKYO MX）
  - 第3話「おくり人」（2017年4月15日） - 霊媒師 荻原
  - 第36話「封」（2018年10月6日） - 母
- 武蔵忍法伝 忍者烈風 第8シーズン 第3話、第4話（2023年 - 、TOKYO MX） - 白月護

### バラエティ
- クイズ脳ベルSHOW（2020年1月22日 - 24日、BSフジ）
- クイズ脳ベルSHOW（2020年11月4日 - 6日、フジテレビ(再放送)）

### 映画
- スーパー戦隊シリーズ
  - 科学戦隊ダイナマン（1983年） - 立花レイ
  - ゴーカイジャー ゴセイジャー スーパー戦隊199ヒーロー大決戦（2011年） - 立花レイ
- ヅラ刑事（2006年） - おかあさん
- バトルキャッツ!（2007年）
- ウルトラマンゼロ THE MOVIE 超決戦!ベリアル銀河帝国（2010年） - ユリアンの声
- 地球防衛ガールズP9（2011年） - 謎の女
- アウターマン（2015年） - 主婦
- 大怪獣モノ（2016年）
- HONEY SCOOPER《EPISODE:01》（2018年） - 帝英社「週刊スクープ」編集長・桃瀬麗香
- 執事と殺し屋、その妻と愛人（2019年）
- スモーキーアンドビター（2020年） - サイドB レイコ
  - マドリード国際映画祭 外国語映画最優秀助演女優賞ノミネート
  - WICA (World Independent Cinema Awards) 外国語映画最優秀助演女優賞[14]
- 法華戦隊ミョウレンジャー（2020年） - ヒロインのママ
- ムーンライト・ダイナ―（2021年）
- 真龍帝外伝（2022年） - 王桃蘭(友情出演)
- 砂城楼子のつまらないお仕事（2022年）
- 7ways (2023年) - 千夏役

### Vシネマ
- 本家 電エース（2005年） - 萩原佐代子
- 元祖 電エース（2005年） - 電A子
- 電エース刑事（2016年） - 電A子
- 電エース60（2018年） - 電A子

### ネットCM
- 「家族の家」篇 イオンプロダクトファイナンス株式会社

### 写真集
- プレイボーイ写真文庫 ギャルズ・メイト アイドルベスト72（1984年）
- 素足のアイドルたち SPECIAL GORO特別編集（1984年）
- 萩原さよ子写真集 ひとり(快楽BOY 臨時増刊)（1985年）-大洋図書

### 雑誌
- 週刊サンケイ（1980年6月5日）-記事・女ひととき　産業経済新聞社
- 映画情報（1980年10月）-記事・ニュー･タレント　国際情報社
- 映画ファン（1980年8月号）愛宕書房
- 明星ヘアカタログ （1986年、秋の号）集英社
- TVスターランド（1981年）-記事 徳間書店
- DELUXEプレイボーイ （1980年7月号） - グラビア　集英社
- Gals Mate 81 プレイボーイ特別編集 （1981年7月号） - グラビア 集英社
- 週刊プレイボーイ　集英社
  - （1980年4月29日号） - グラビア
  - （1980年7月15日号 No.29） - グラビア
  - （1983年1月4・11日号 No.2-3） - グラビア
  - （1981年） - グラビア
  - （1984年6月26日号 No.27） - グラビア
  - （1985年10月1日号 No.41） - グラビア
  - （1986年1月1日＆7日 合併号） - グラビア
  - （2022年 NO.34・35号 合併号） - グラビア
- 平凡パンチ  マガジンハウス
  - （1979年10月22日号 No.782） - カネボウレディ'80コンテストの模様
  - （1980年4月14日号 No.806） - グラビア
  - （1980年5月19日号 No.811） - グラビア
  - （1980年6月16日特大号 No.815） - 表紙
  - （1980年7月14日号 No.819） - グラビア
- GORO  小学館
  - 別冊BIGGORO素足のアイドルたち（1980年）-グラビア　
  - （1980年1月1日号） - モノクログラビア
  - （1980年6月26日号） - グラビア
  - （1984年3月8日号） - グラビア
  - 素足のアイドルたちSPECIAL　GORO特別編集（1984年5月1日）-グラビア
- 週刊現代（1980年5月22日号） - 表紙 講談社
- 写楽（1985年10月号） - 表紙・グラビア 小学館
- スコラ  株式会社スコラ
  - （1984年7月26日号 No.55） - グラビア
  - （1985年10月10日号） - グラビア
- フリーペーパー NO GURANTEE13号 表紙 萩原佐代子特集
- 昭和の不思議 カラー2ページ（2017年9月11日、ミリオン出版)
- 週刊大衆 双葉社
  - 萩原佐代子お宝袋とじ（2017年11月13日号）
  - 萩原佐代子22歳美乳ヌード（2020年11月16日号）
  - スターヌード付録（2021年3月15日号）
  - 萩原佐代子袋とじ（2022年6月）
  - ウルトラマン女優ヌード（2023年11月27日号）
- 週刊実話 日本ジャーナル出版
  - （1980年6月19日号 ） - 表紙
- Beppin (雑誌) 英知出版
  - （1987年10月号/№39 ）
- 週刊アサヒ芸能  徳間書店
  - 俺たちをとりこにした特撮ヒロイン総進撃！（2016年7月5日発売）
  - 永遠の特撮ヒロイン33人（2017年11月16日特大号）
  - 鮮烈に脱いだ「あの特撮ヒロイン」50年史（2020年6月25日特大号）
- 昭和40年男　　クレタパブリッシング
  - Vol.73　俺たちのアイドル　萩原佐代子（2022年5月11日発売）
- FLASH　光文社
  - 1743号/2024年8月20日・27日合併号（2024年8月6日発売）

### 特撮関連書籍
- 宇宙船別冊 夢・翔・女 スーパー・ギャルズ・コレクション '84（1984年）朝日ソノラマ
- SFX Heroines Best Selection 特撮ヒロイン ベストセレクション（1985年）徳間書店
- 宇宙船 （1986年6月号 vol.30）朝帆ソノラマ
- 東映特撮ヒロイン写真集RED（2000年）徳間書店
- ヒロイン危機一髪!! 4（2005年）大洋書房
- ヒロインステーション vol.01 (2007年3月1日 ) 大洋図書
- 特撮ゼロvol.07 妖ばなし&忍者烈風特集（2017年10月6日発売）
- スーパー戦隊　official mook 20世紀 1983 科学戦隊ダイナマン - 萩原佐代子取材カラー2ページ（2018年9月10日発売）講談社

### イベント
- 戦隊ヒロイン同窓会（2010年2月21日）
- 340 Presents「赤祭10〜ザ・ファイナル（シーズン1）」（2012年8月18日）
- 超新星フラッシュマン同窓会（2016年11月19日、新宿ロフトプラスワン）
- 円谷プロ作品特集（2016年12月25日、横浜シネマノヴェチェント） - トークゲスト
- 悪いお雛女子会（2017年3月4日、PLUM LIVE STAGE） - トークゲスト
- 燃えよ電エース祭り（2017年4月2日、ニュー八王子シネマ） - ゲスト
- ウルトラマン大特集（2017年5月21日、京都みなみ会館） - トークライブゲスト
- Tー1グランプリ（2018年3月27日、下北沢シアターミネルヴァ） - ゲスト
- 特撮ヒロインを救え！ vol.1（2018年4月20日、新宿ロフトプラスワン） - ゲスト
- 特撮ヒロインを救え！ vol.2 謎解き救出ゲーム（2018年9月2日、新宿ニュータイプ） - ゲスト
- 2019春 ガサキング市場（2019年4月30日・5月1日、尼崎市三和市場） - ゲスト
- ～命を懸けて俳優人生を積み重ねて来た☆絶対的なヒーロー春田純一さん☆まつり～「夏の春田まつり～熱狂しい男と女の令和大宴会!!」（2019年6月2日、神戸三宮シアターエートー） - ゲスト
- 上海ファンイベント（2019年5月12日）
- 執事と殺し屋、その妻と愛人 プレミア上映＋トークショー（2019年9月29日、高円寺シアターバッカス） - ゲスト
- 東京コミコン2019（2019年11月23日、幕張メッセ 国際展示場 9.10.11ホール） - ゲスト
- 謎解き救出ゲーム season5 特撮ヒロインを救え！（2019年11月23日、新宿ネイキッドロフト） - ゲスト
- RESSACA friends - anime friends2019（2019年12月21日・22日、ブラジル） - ゲスト
- スモーキー・アンド・ビター プレミア上映＋舞台挨拶（2020年9月12日、座高円寺2）
- 特撮のDNA・ウルトラマン80 40周年記念ミニトークショー（2020年9月19日、東京ドームシティ内MLB Cafe）
- スモーキー・アンド・ビター 上映＋トーク（2020年11月23日、大阪・十三シアターセブン）
- 映画「ひとくず」 舞台挨拶（2021年1月16,17日、大阪・十三シアターセブン リモート登壇）
- 秋武裕介監督作品短編映画2本上映、横浜旭&YAMATOミニミニライブ、ミニミニトーク（2021年2月28日、成美教育文化会館グリーンホール）
- ひがしくるめの泉 vol.1（2021年7月31日、カフェジンドー）
- スモーキー・アンド・ビター 上映＋トーク（2021年12月28,31日、高円寺シアターバッカス）
- SF特撮映画セレクト PART9（2022年1月29日、高円寺シアターバッカス）
- ムーンライト・ダイナー 上映＋舞台挨拶（2022年3月5日他、池袋シネマロサ）
- ムーンライト・ダイナー 上映＋舞台挨拶（2022年3月20,21,23日、大阪シアターセブン）
- ららばいふぇす2022（2022年4月3日、成美教育文化会館グリーンホール）
- ムーンライト・ダイナー 上映＋トークショー（2022年6月18日、シネマノヴェチェント）
- 川崎市南倫理法人会経営者モーニングセミナー　いつからでも人生はやり直しができる-講師（2022年8月10日、ルリエ新川崎集会室）
- 7ways 上映（2023年6月3日より、池袋シネマロサ）
- 7ways 上映（2023年7月15日より、大阪十三シアターセブン）
- 怪獣プロレス　ラ・メルネイ
- BEM FES 2023 秋（2023年11月23,24日、キャンパスプラザ京都　11月25日、宝塚市商工会議所）
- Brave and Bold vol.9 （2023年12月2,3日、東京文具共和会館）
- ザ☆ウルトラマン＆ウルトラマン80 45thスペシャルナイト／ウルトラヒーローズEXPO 2024 サマーフェスティバル （2024年8月1日、池袋・サンシャインシティ）

### DVD
- レジェンド・オブ・萩原佐代子～戦士の休息～（2008年）

### DVD BOOK
- ヒロインステーションDVD-BOOK創刊号「永遠のヒロイン!萩原佐代子&牧野美千子」（2011年）  ローランズ・フィルム
- ヒロインステーションDVD-BOOK第2号「萩原佐代子 in アクション」（2011年）  ローランズ・フィルム

### 舞台
- ノルマ（2016年5月）
- 朗読劇団桃色旋風にて2020年1月のVol.39まで朗読劇を公演（2016年10月16日 - 、榎の樹ホール・新宿スターフィールド劇場 他）
- ラーマーヤナ叙事詩 カプセル兵団超外伝 吉久直志プロデュース（2018年6月9日・10日、八幡山ワーサルシアター）
- ‘飛行機の高く飛べるを。’ 平山陽プロデュース（2018年8月26日、新宿スターフィールド）
- 板の上の二人と三人そして一人（再演）劇団テンアンツ（2019年8月28日 - 9月1日、「劇」小劇場上、西雄大脚本 / 監督作品） - レインボー 役
- コオロギからの手紙 劇団テンアンツ（2020年3月25日 - 29日、「劇」小劇場、上西雄大脚本 / 監督作品） - 女壺振り師・野際玲子 役
- 晴矢純三郎一座 誕生編 春田純一座長公演 春匠（2020年10月14日 - 18日、神戸シアター・エートー） - 黛チュン 役
- 晴矢純三郎一座 放浪編 春田純一座長公演 春匠（2022年5月25日 - 29日、中野ポケットスクエア テアトルBON BON） - 持田桃子 役
- カプセル兵団《アナザーメディアオペレーション》舞台『うしおととら』（2022年8月18日 - 21日、シアターサンモール） - 日崎御門役
- 超漫画朗読劇 古代戦士ハニワット（2023年5月3日 - 7日、秋葉原ハンドレッドスクエア倶楽部） - 久那土凛役

### YouTube
- 科学戦隊ダイナマン特集（チャンネルくらら）
- ガヤルダーハチ第2弾 - 悪の帝王妻 役
- Cube Geek　実在した？人魚 (Mermaid 'Real' Stories)（白山ミュージックステーション） - ストーリーテラー
- Cube Geek　人間？それとも、豚？「キメラの事実」 (Chimera Real Stories)（白山ミュージックステーション） - ストーリーテラー
- Cube Geek　人間と動物 (Humans and Animals Real Stories)（白山ミュージックステーション） - ストーリーテラー
- Cube Geek　世界の凄い医者！ (Super Doctors)（白山ミュージックステーション） - ストーリーテラー
- Cube Geek　戦う女性たち（白山ミュージックステーション） - ストーリーテラー
- 東ベイ創立30周年記念作品『宇宙救命母艦テラペイクスvsスケバン風紀改革連盟』 - 特別出演
- スペシャル配信ライブ ”特撮スペシャル「ヒーロー達が語る！」”
- Cube Geek　吸血鬼は存在しますか？（白山ミュージックステーション） - ストーリーテラー
- オミプロweb特撮ドラマ ナイトバウンサー 第8話(年末スペシャル 2023年12月22日～) - ゲスト

### 音楽
- 夢をかなえてダイナマン
  - 収録LP　スーパーギャルズメモリー 特撮美女グラフィティ （1983年）-日本コロムビア
  - 収録CD 桃色闘志～スーパー戦隊ヒロインソング・パーフェクト・コレクション （2001年）-コロムビアミュージックエンタテインメント
- CANDY★SiSTAR　キャンディー★スター